# 黒鳥山公園
黒鳥山公園（くろどりやまこうえん、英: KURODORIYAMA Park）は、大阪府和泉市にある公園。

## 概要
和泉市の北部、信太山丘陵の西麓に位置する。公園内には多くの樹木が植えられており、約59種類・2,600本を超えている。市内有数のサクラの名所として知られ、ソメイヨシノを中心に、さまざまな品種のサクラが植えられている。例年3月下旬から4月上旬にかけての「さくらまつり」期間中には夜間ライトアップや屋台の出店なども行われ、市内外から多くの来園者で賑わう。また、ボランティアにより管理されているイングリッシュローズや修景池のハス、紅葉など季節折々の景観も楽しめる。
園内には明治天皇が黒鳥山から陸軍大演習を観覧したことを記念する「天皇駐蹕碑」（1901年建立）、野砲兵第4連隊と地元市町村が共同して建立した陸軍墓地である「信太山忠霊塔」（1942年建立）が建てられており、公園入口には、呉海軍内で反戦運動を行った黒鳥町出身の水兵・坂口喜一郎を顕彰する「坂口喜一郎顕彰碑」も設置されている。

## 歴史
1960年（昭和35年）、開園。

1985年（昭和60年）には、市制30周年を記念してメモリアルゾーンの整備と植樹祭が開催された。

2016年（平成28年）からは桜の本数1,000本を目標とする取り組みが毎年行われている。植樹については、公民協働の植樹活動を基本としており、市民の応募と費用負担により実施されている。2025年にはソメイヨシノやヤマザクラなど31本が植えられ、合計940本となった。2027年には1,000本達成が見込まれている。

2019年 （令和元年）に実施された市民アンケートでは、公園内に飲食を提供する施設を望む声が多く寄せられたことを受け、未整備エリアへの施設導入が公募型プロポーザル方式により進められている。また、これに合わせて和泉市では北駐車場の新設、公衆トイレや遊具の整備、周辺道路の拡幅なども計画している。

## 施設情報
- 所在地：大阪府和泉市黒鳥町四丁目531-1
- 面積：11.6 ha（東西400メートル、南北300メートル）、近畿財務局所管の忠霊塔用地0.5 haを除く[8]
- 複合遊具、大砂場、芝生広場、せせらぎ水路、展望台など
- バラ園[9]、ドッグラン施設[10]、トイレ3か所
- バーベキュー禁止（さくらまつり期間中のみ可能）

### 防災機能
災害時の一時避難地として指定されているため、防災機能を持った施設が整備されている。また、芝生広場は緊急時には臨時ヘリポートとしても使用される。
- 防災パーゴラ、防災トイレ、かまどベンチ、ソーラー照明

### 駐車場
- 黒鳥山公園内（黒鳥郷荘交番横）
- 有料（サクラの開花期間など、特別期間は通常料金と異なる）[13]
- 67台（身体障がい者用2台、おもいやり駐車区画2台）

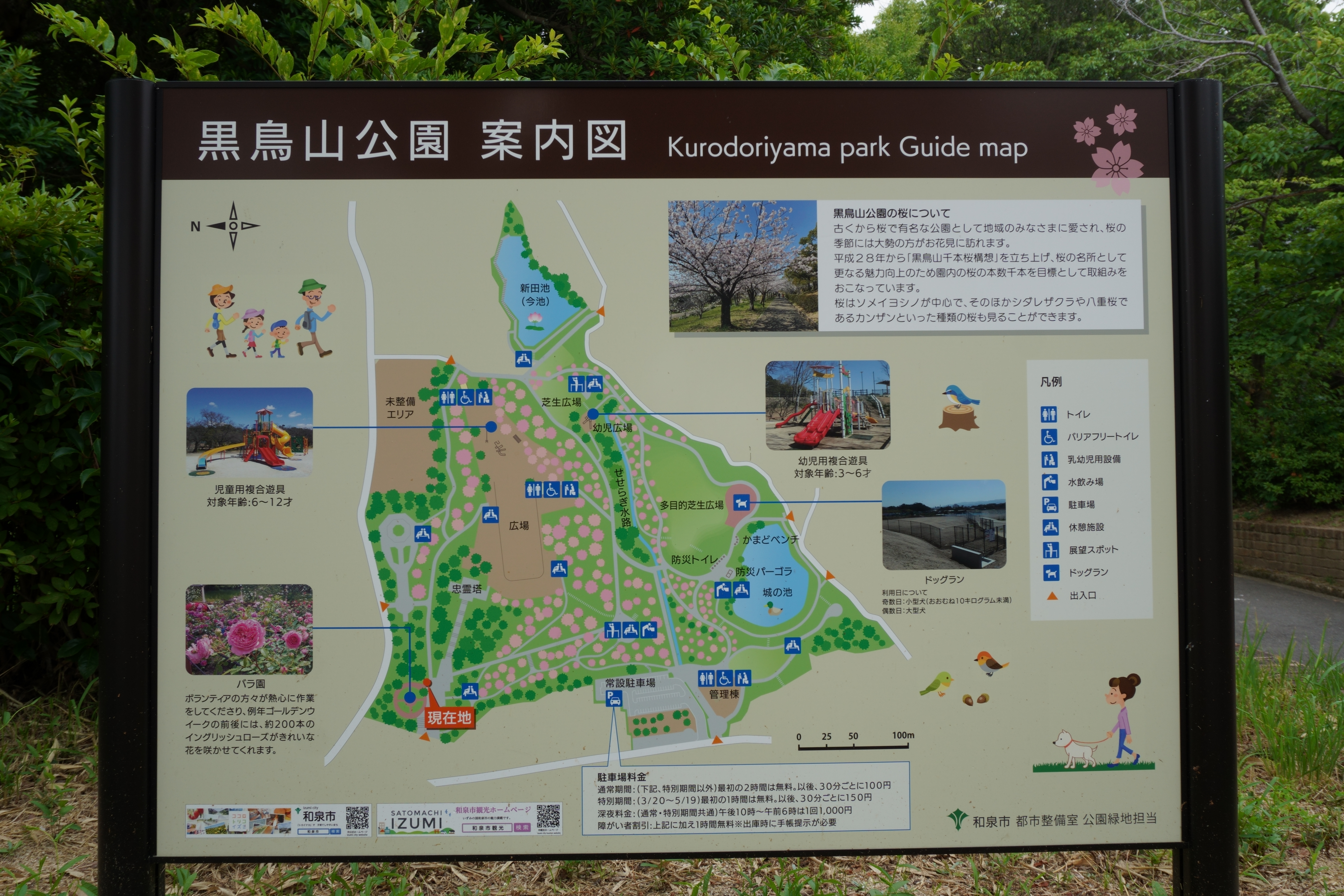
黒鳥山公園案内図
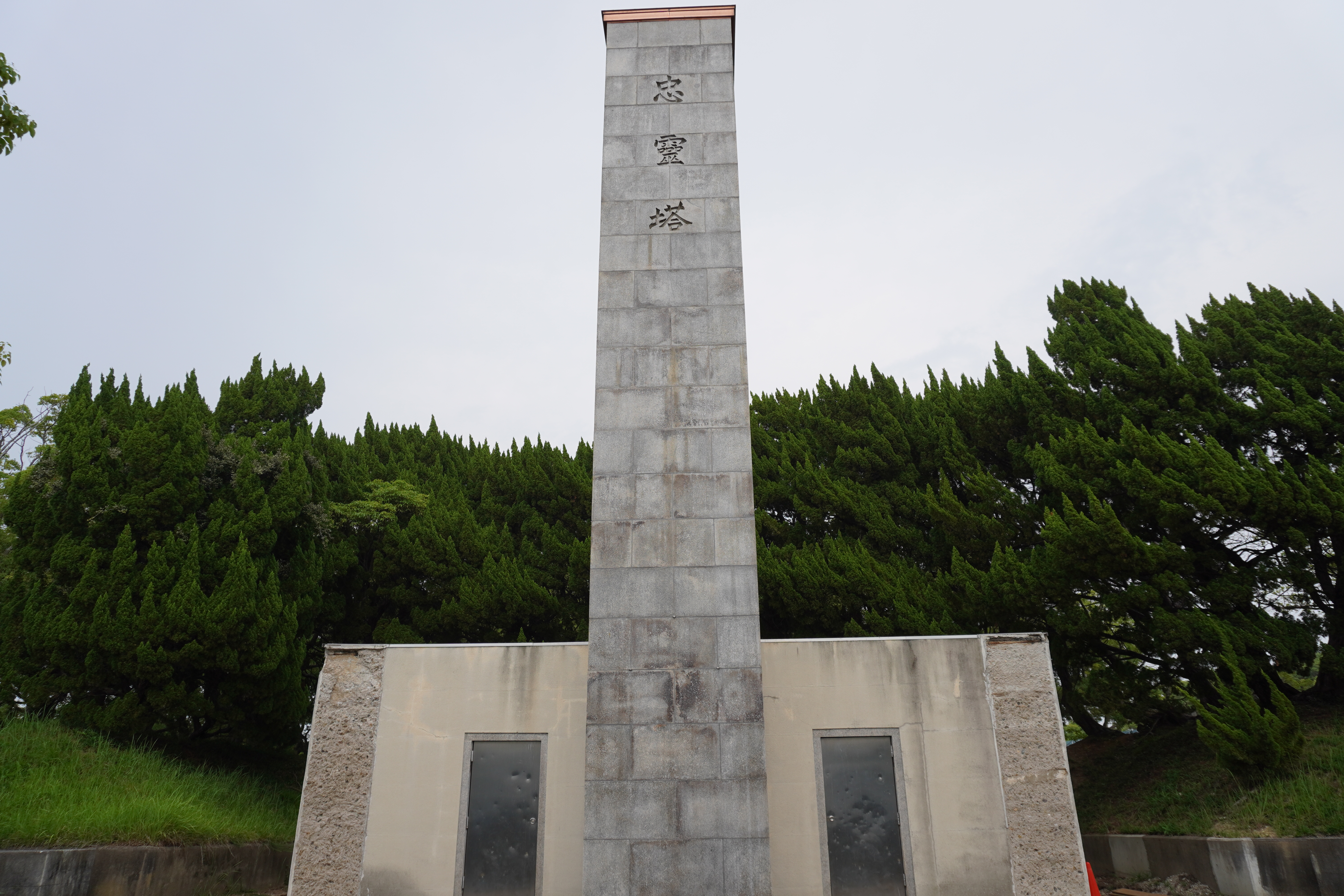
忠霊塔
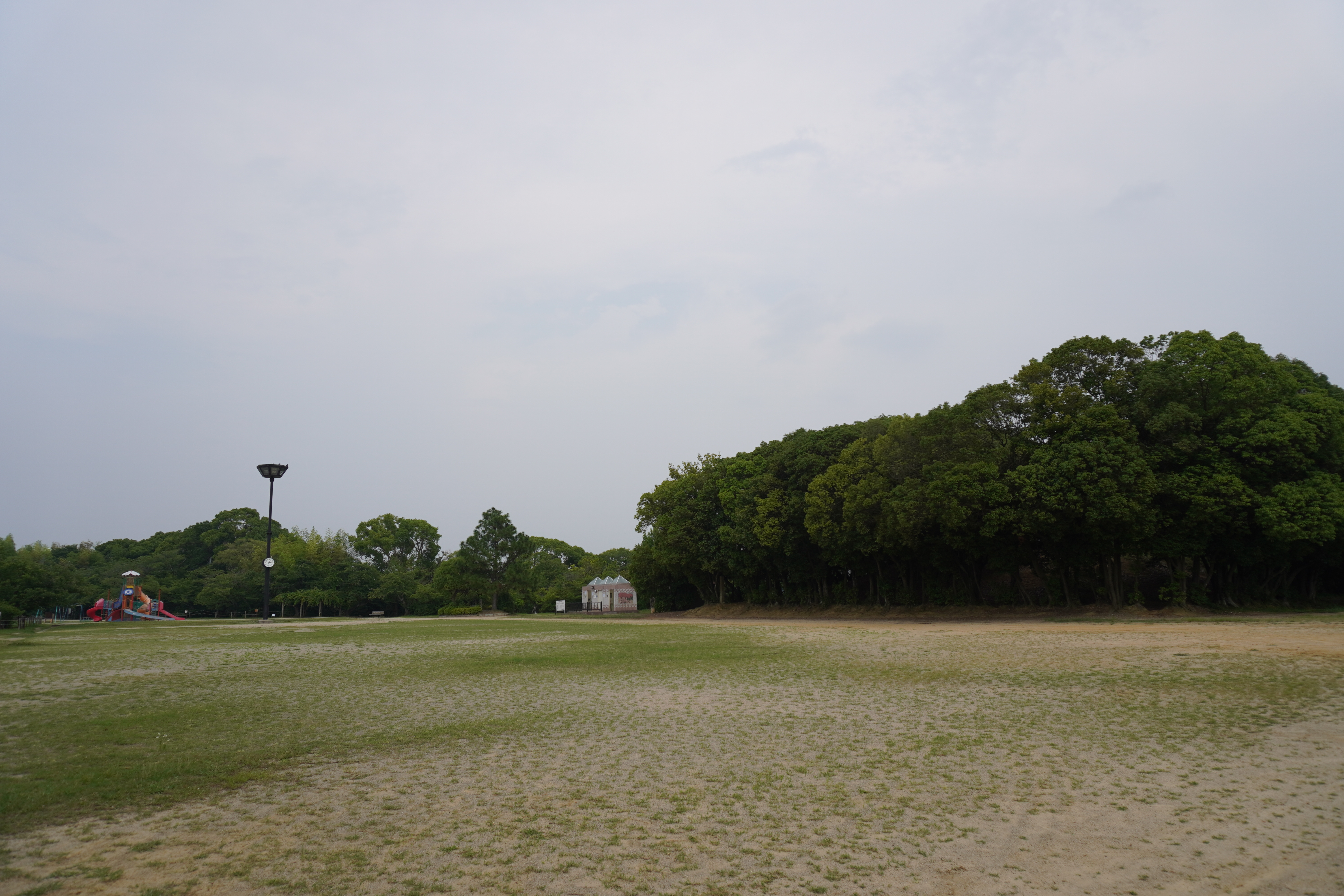
広場
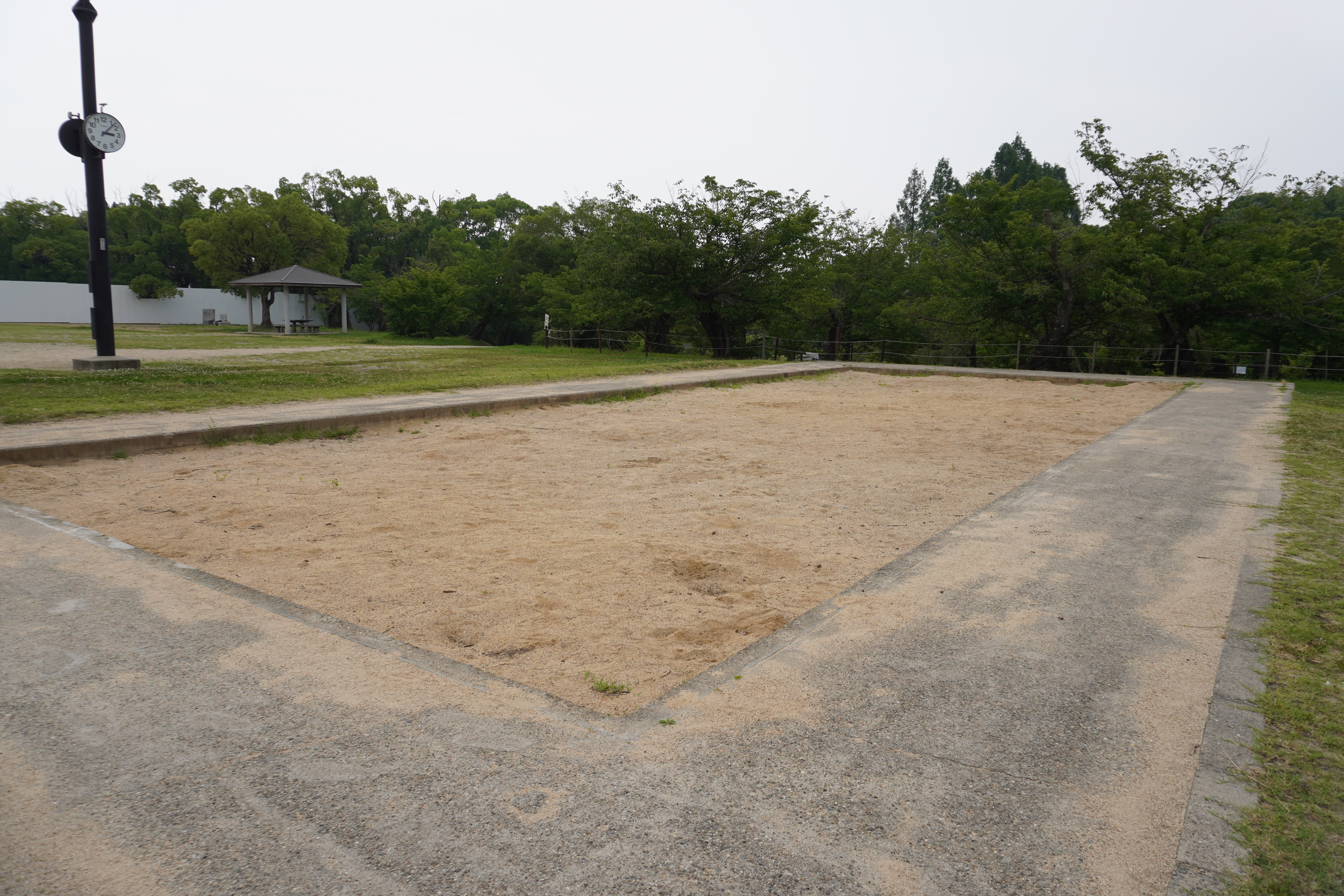
大砂場
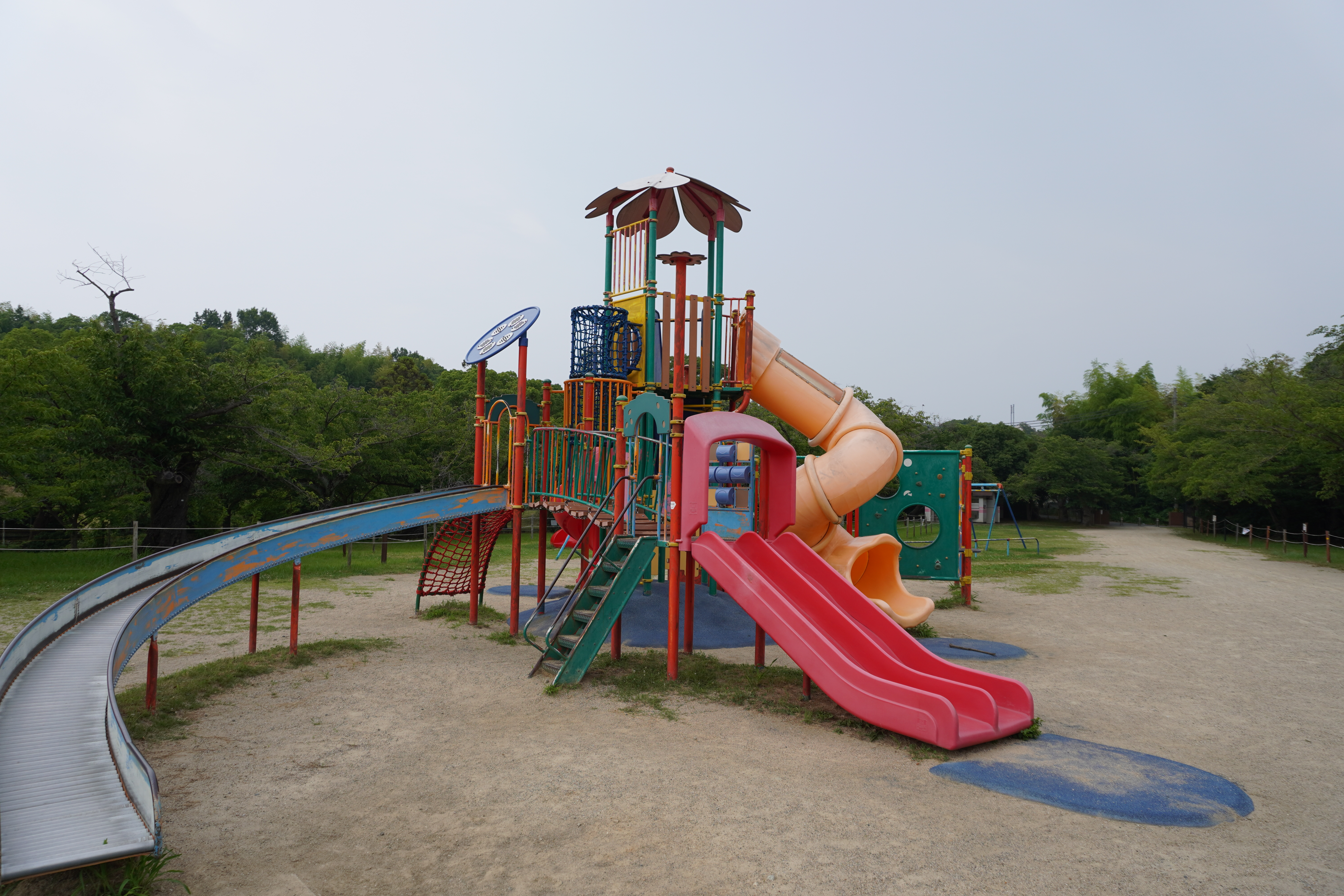
複合遊具
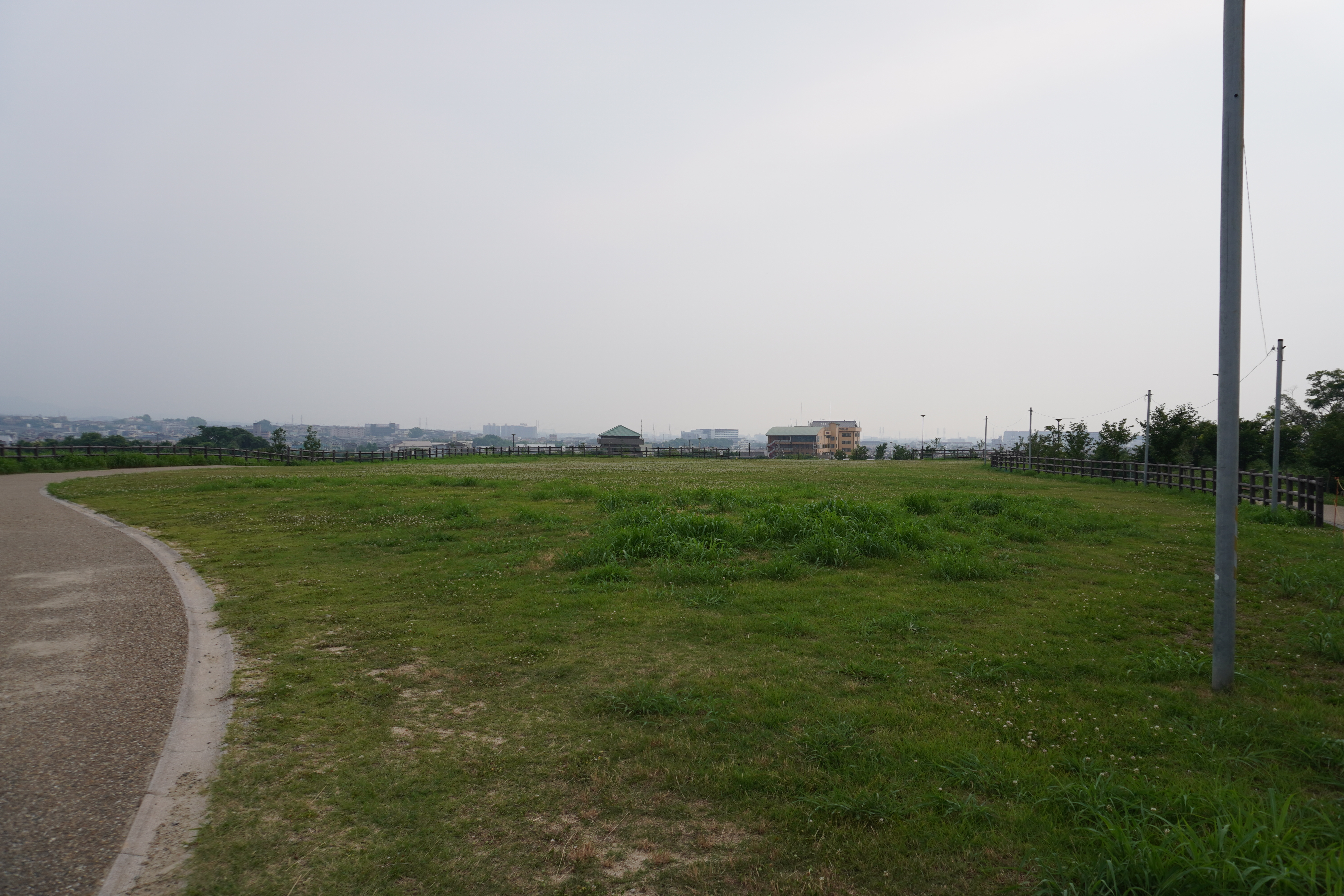
多目的芝生広場
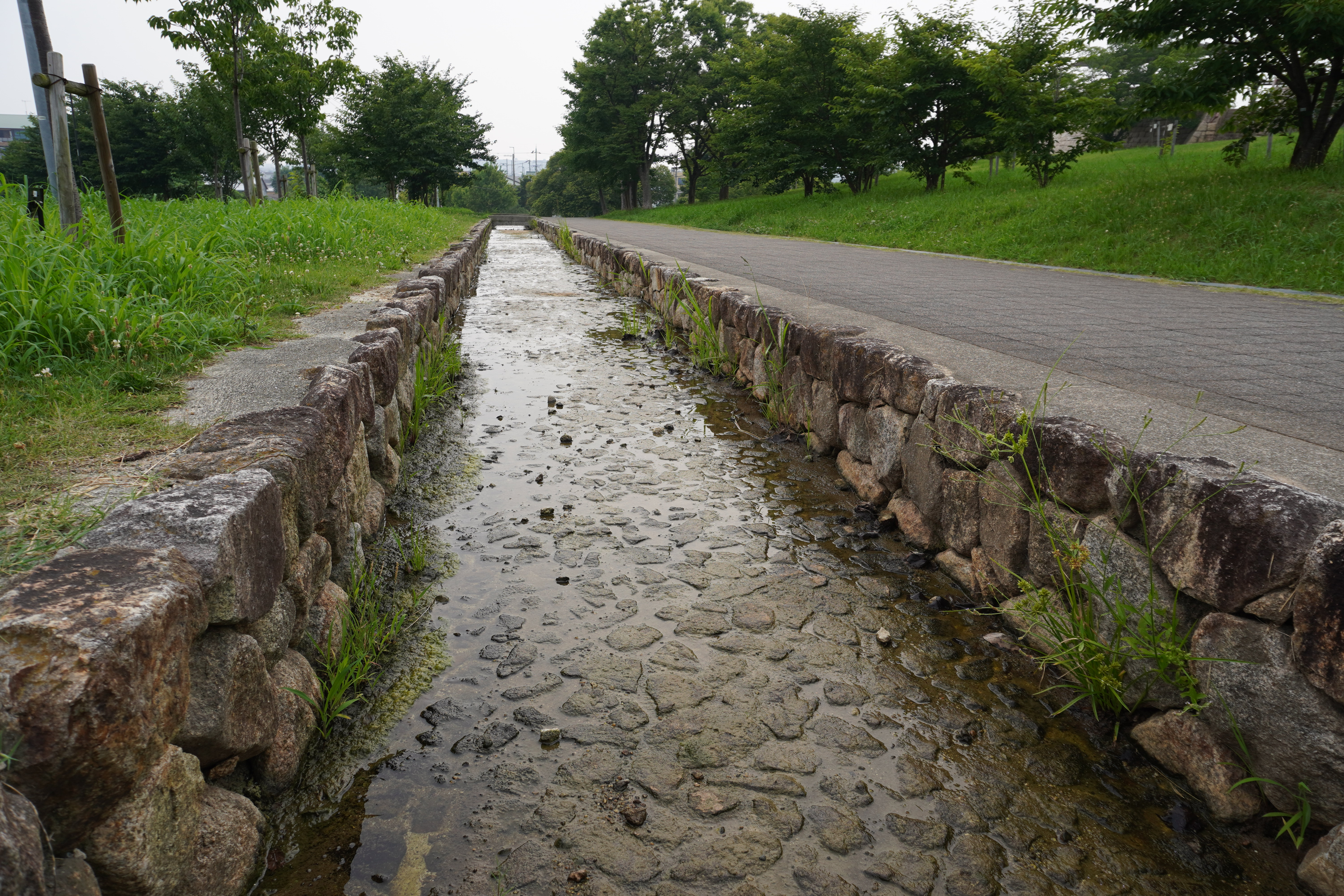
せせらぎ水路
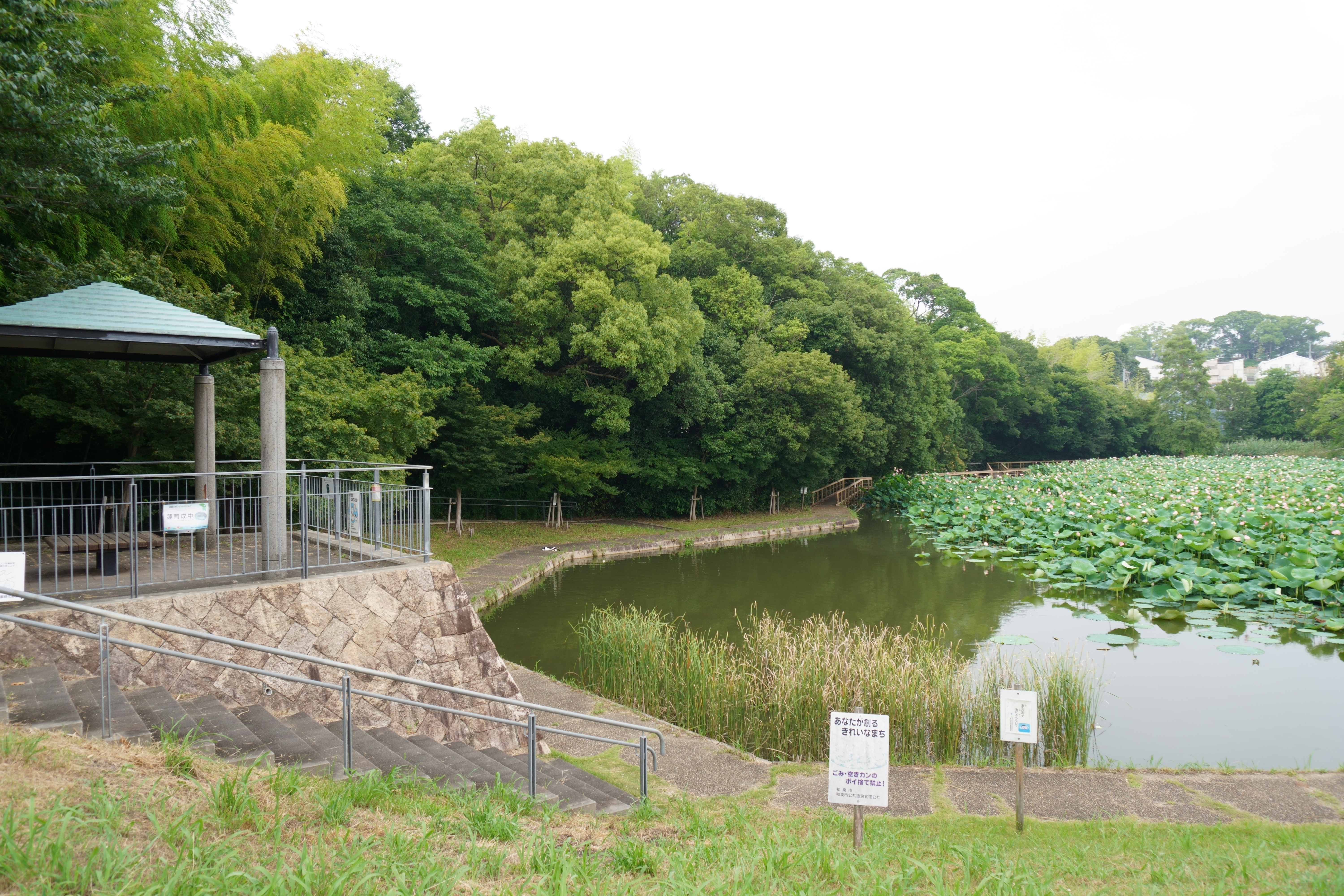
今池親水デッキ
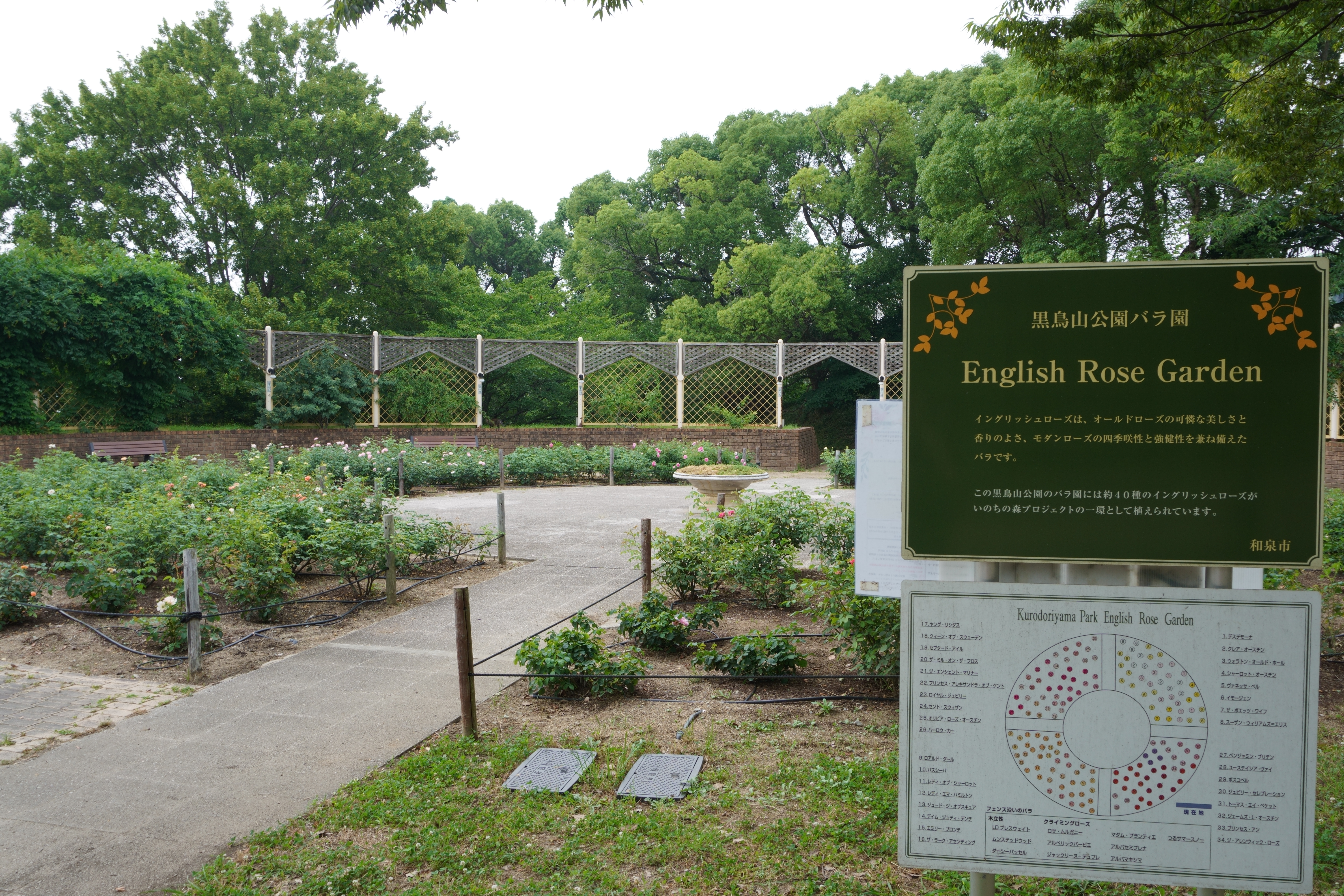
バラ園
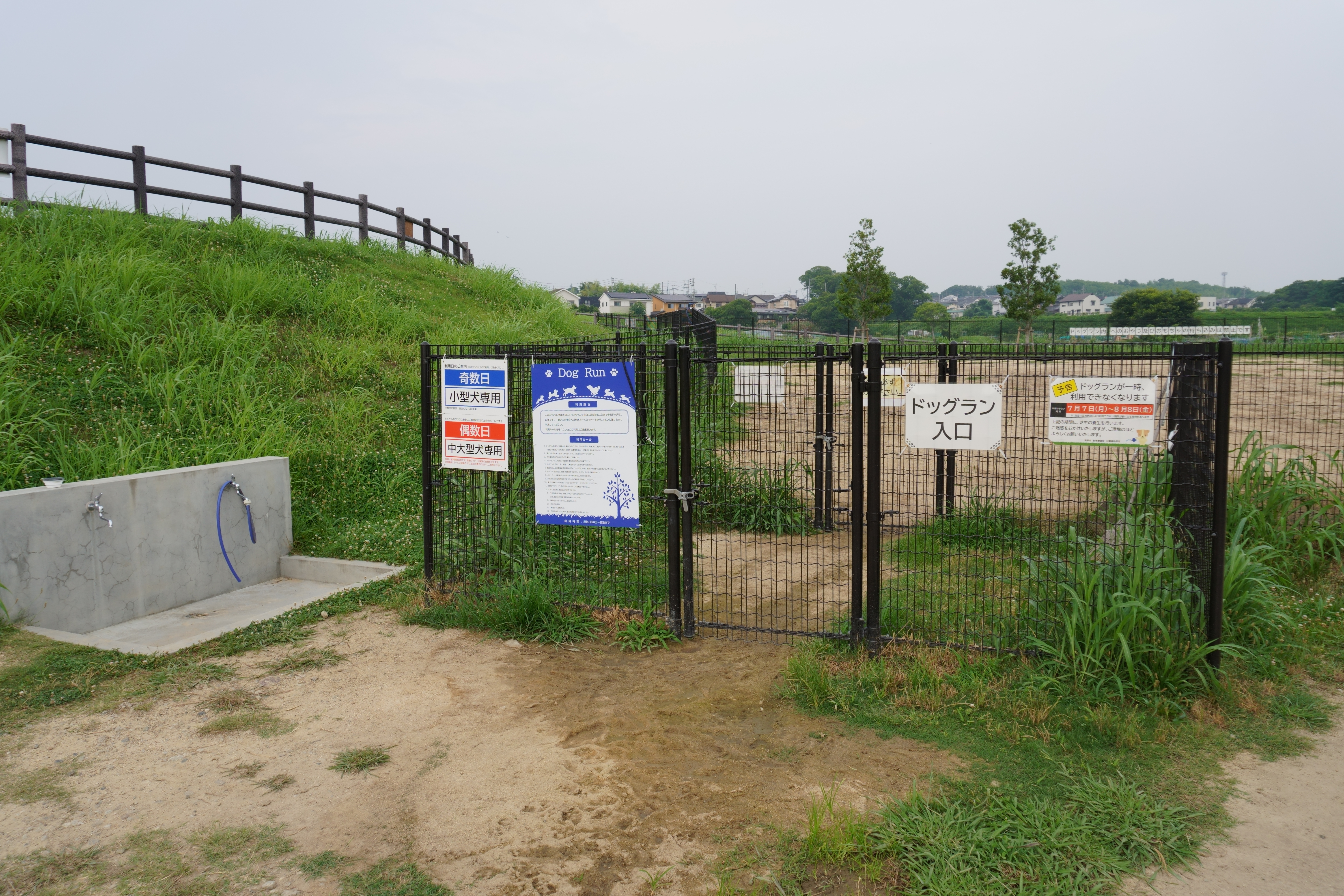
ドッグラン
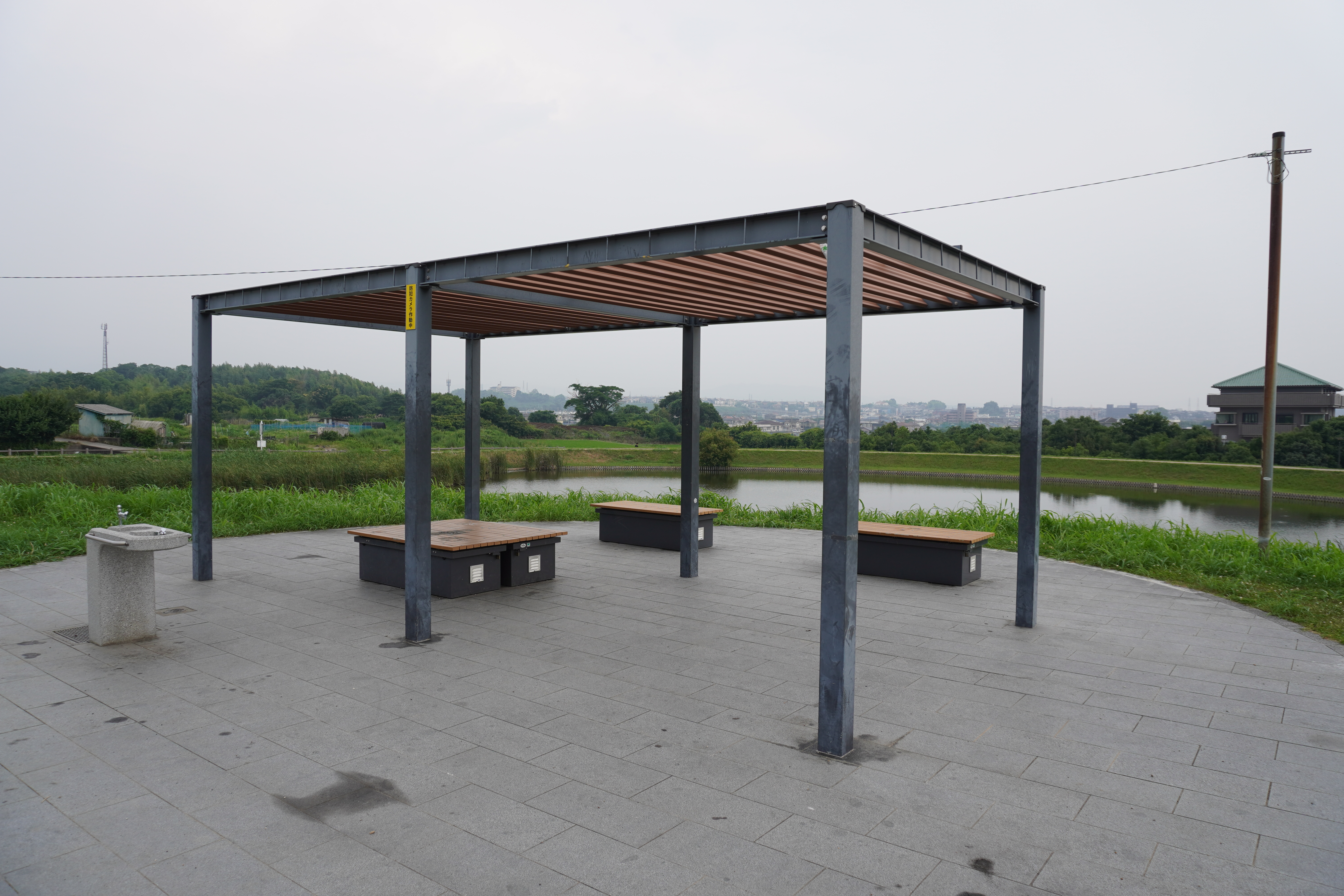
防災パーゴラ
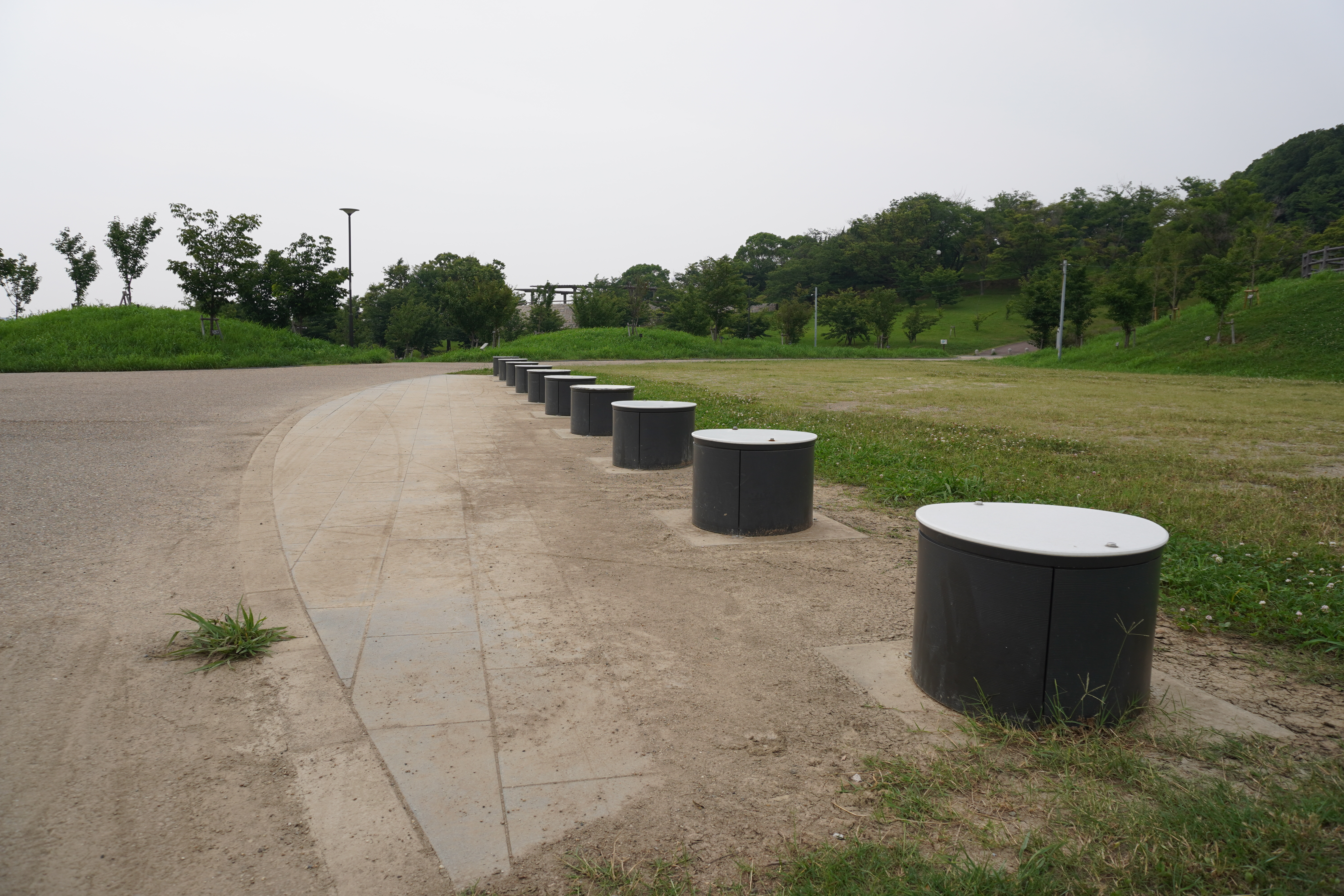
防災トイレ
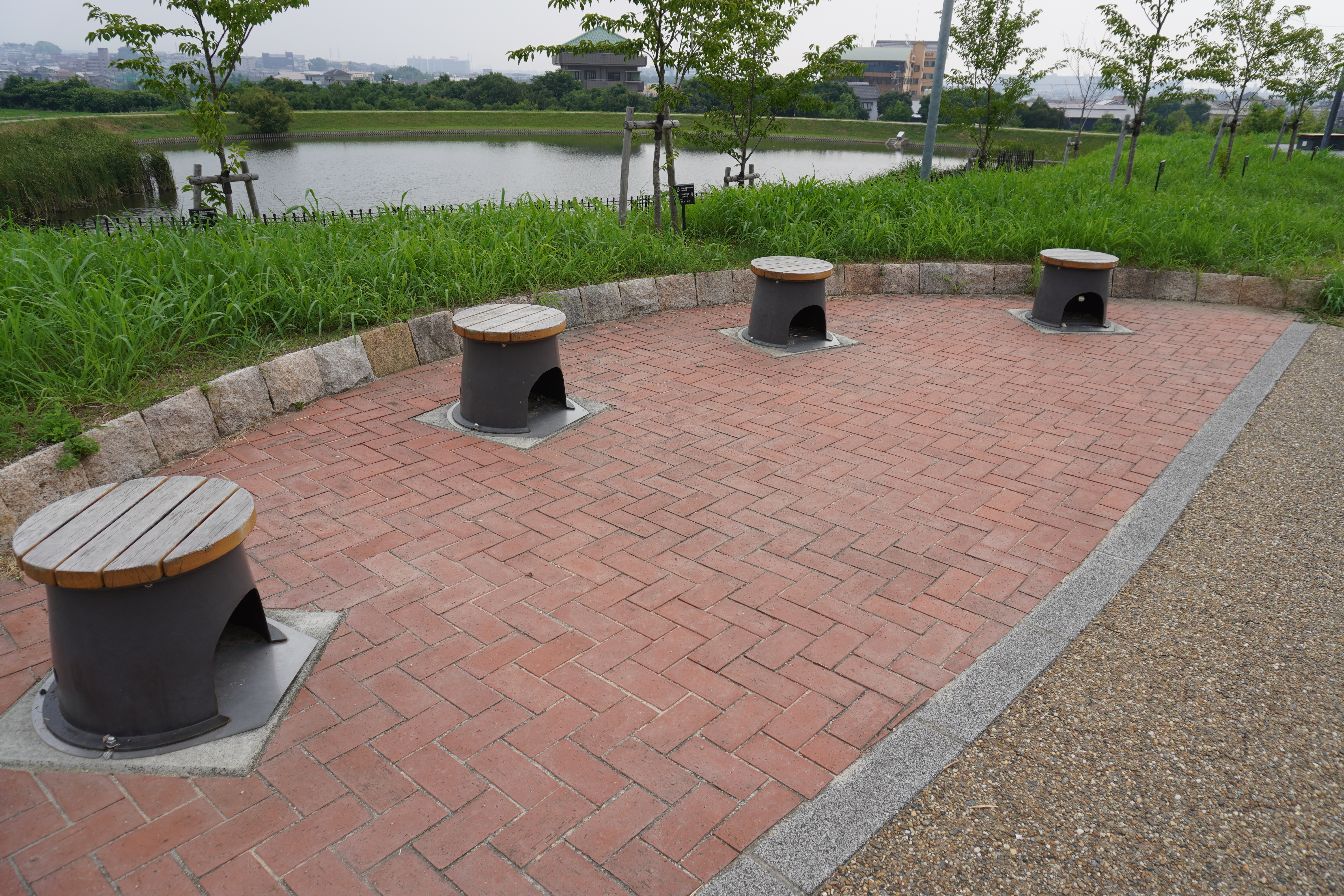
かまどベンチ
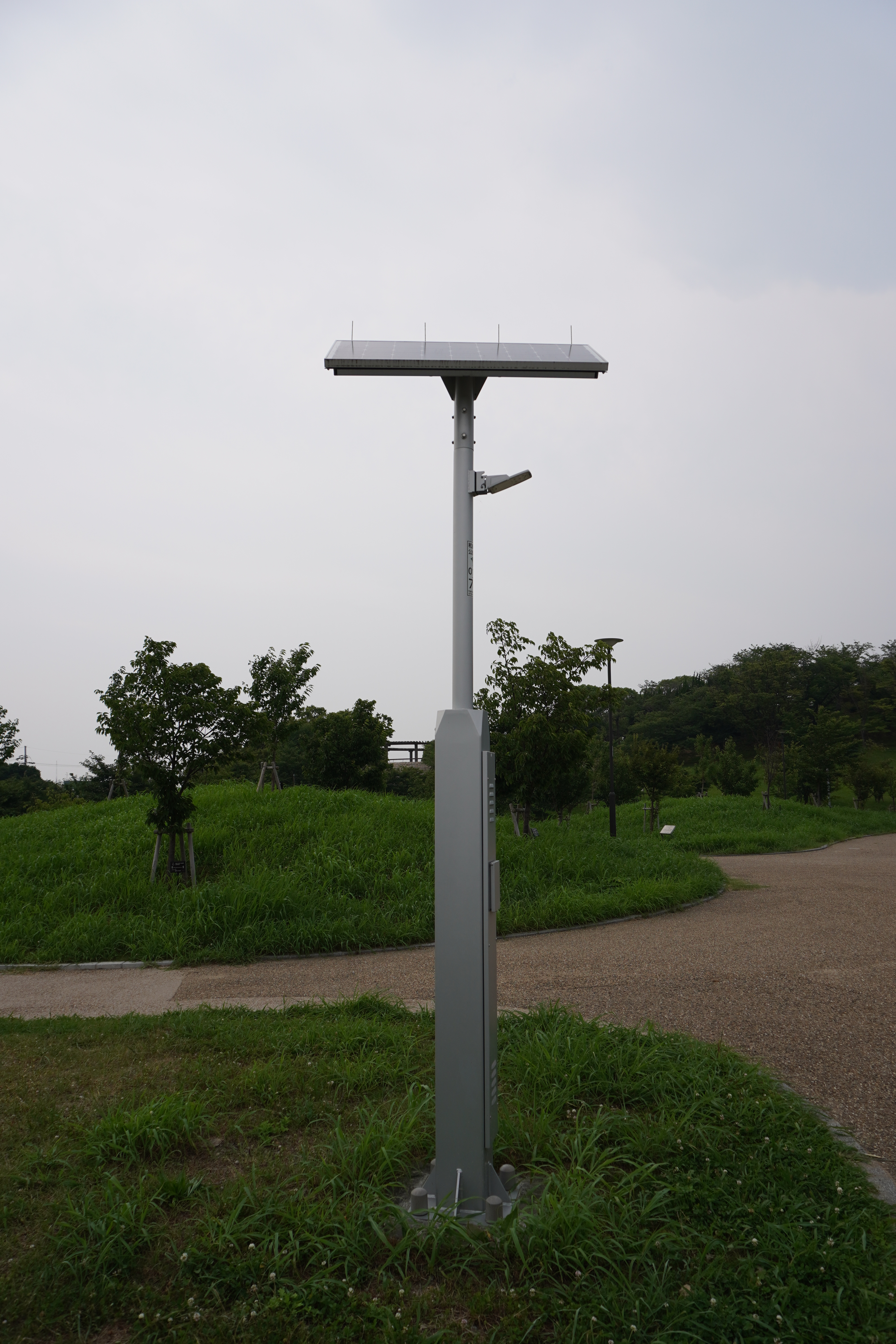
ソーラー照明
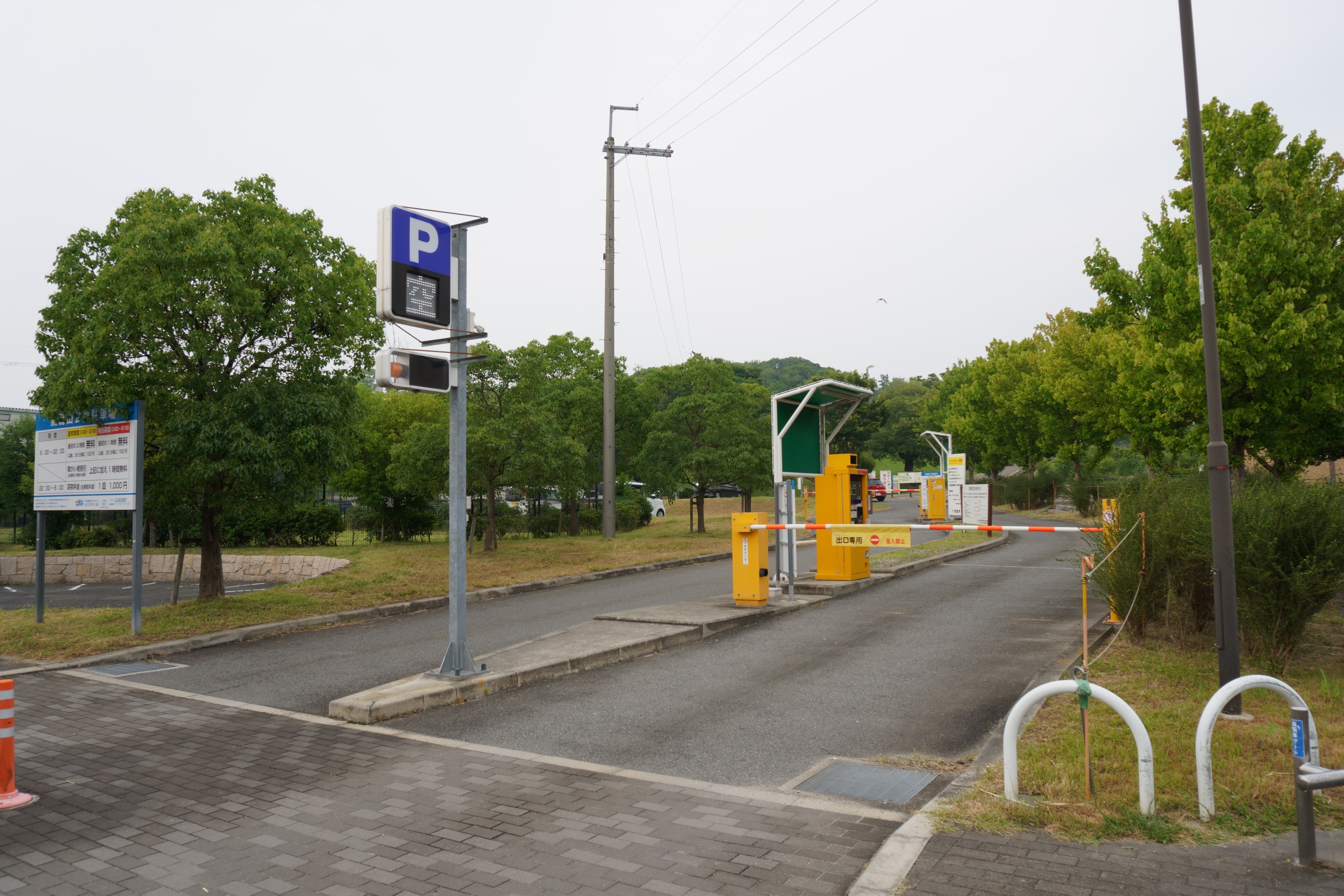
常設駐車場

## アクセス
- JR阪和線和泉府中駅から和泉市コミュニティバス（めぐ～る）阪和線沿線ルートに乗車し、「第二住宅前」または「山荘」で下車、徒歩5分。
- 南海泉北線和泉中央駅から和泉市コミュニティバス（めぐ～る）山荘・和泉中央ルートに乗車し、「黒鳥山公園」で下車すぐ。